# Brama caribbea
El tristón del Caribe o japuta (Brama caribbea) es una especie de peces de la familia Bramidae en el orden de los Perciformes.

## Morfología
Los machos pueden llegar alcanzar los 25 cm de longitud total.

## Distribución geográfica
Se encuentra en el Atlántico occidental: desde Carolina del Norte y el norte del Golfo de México, hasta el Brasil.